# Joseph Holbrooke
Joseph Charles Holbrooke (Croydon, 5 de julio de 1878-Londres, 5 de agosto de 1958) fue un compositor, director de orquesta y pianista británico. 

## Biografía
Estudió en la Royal Academy of Music de Londres. Se inició en el terreno de la ópera con una obra bufa, Pierrot and Pierrette (1909). Más tarde, por influencia de Richard Wagner, pretendió trasladar a la mitología celta el universo wagneriano, a través de la trilogía The Cauldron of Annwyn (La caldera de Annwyn, 1912-1929), formada por The Children of Don (1912), Dylan, Son of the Wave (1914) y Bronwen (1929). Compuso también obras orquestales, ballets, cuartetos de cuerda y obras corales.